# マック・ミック
株式会社マック・ミックは、ナレーター・俳優・モデル・声優のマネージメントを中心的な業務とする日本の芸能事務所。

## 所属声優
2025年8月時点。

### 男性
- 石原優
- 古河友紀也
- 花岡星也

### 女性
- 税所千鶴
- 秋光百音(準所属)
- 松本留依(準所属)

## かつて所属していた主な声優
| - 我妻正崇（現所属：パワー・ライズ） - 安部慎二郎 - 一戸康太朗（現所属：テクノライズ合同会社・声優事業部） - 池田陸（現所属：テクノライズ合同会社・声優事業部） - 岩佐大希（現所属：テクノライズ合同会社・声優事業部） - 飯田道朗 - 池田恭祐（現所属：B-Box） - 岩永哲哉（フリー） - 臼杵寛（現所属：B-Box） - 江原実（フリー） - 大矢悠人（現所属：B-Box） - 奥上英雄（現所属：オフィス海風） - 垣坂翔太（フリー） - 小礒岳人（フリー） - 小橋達也（現所属：テクノライズ合同会社・声優事業部） - 櫻隼人（現所属：ヘリンボーン） - 高橋広樹（現所属：B-Box） - 田中智之（現所属：テクノライズ合同会社・声優事業部） - 辻谷耕史（フリー転向後死去） - 西村佳祐（現所属：エクセルヒューマンエイジェンシー） - 橋本祐樹 - 宮下タケル - 矢尾一樹（フリー） - 柳原隆（現所属：テクノライズ合同会社・声優事業部） - 山崎進哉 - 吉村和紘（現所属：キャロットハウス） | - 相橋愛子 - 葵井歌菜（現所属：ヘリンボーン） - 阿部夏来（現所属：テクノライズ合同会社・声優事業部） - 天沢カンナ（フリー） - 磯村知美（現所属：テクノライズ合同会社・声優事業部） - うのちひろ（現所属：アクセント預かり） - 大谷衣里奈（現所属：B-Box） - 金丸由奈（現所属：テクノライズ合同会社・声優事業部） - 黒葛原真奈（現所属：テクノライズ合同会社・声優事業部） - 小杉桜子（現所属：テクノライズ合同会社・声優事業部） - 河合紗希子（現所属：Rush Style） - 相楽郁希（現所属：ヘリンボーン） - 杉山滋美（現所属：アプトプロ） - 鈴木里奈（現所属：テクノライズ合同会社・声優事業部） - 笹谷陽子 - 谷下由佳 - 原きよ（現所属：テクノライズ合同会社・声優事業部） - 橋本涼子 - 深井日菜子（現所属：テクノライズ合同会社・声優事業部） - 本多知恵子（青二プロダクションに移籍後死去） - 三浦七緒子（現所属：B-Box） - 村椿玲子 - 森山理来 - 森山このみ - 山田くるみ（現所属：テクノライズ合同会社・声優事業部） - 山田聖奈（現所属：テクノライズ合同会社・声優事業部） |